# اشتاینکیرشن ام فورست
اشتاینکیرشن ام فورست (به آلمانی: Steinakirchen am Forst) یک منطقهٔ مسکونی در اتریش است که در ناحیه شایبس واقع شده‌است. اشتاینکیرشن ام فورست ۳۴٫۹۶ کیلومتر مربع مساحت دارد ۳۲۴ متر بالاتر از سطح دریا واقع شده‌است.